# گونتر ویرت
گونتر ویرت (به آلمانی: Günther Wirth) بازیکن فوتبال و مهاجم اهل آلمان شرقی بود که از سال ۱۹۵۴ میلادی عضو تیم ملی فوتبال آلمان شرقی بوده‌است. وی در ۲۸ بازی ملی حضور داشته و در بازی‌های ملی‌اش ۱۰ گل به ثمر رساند. گونتر ویرت آخرین بازی ملی خود را در سال ۱۹۶۲ میلادی انجام داد.